# Gli occhi del diavolo
Gli occhi del diavolo (Prey for the Devil) è un film del 2022 diretto da Daniel Stamm.

## Trama
Una scuola segreta del Vaticano sull'esorcismo riapre quando i casi di possessione demoniaca stanno aumentando. La frequentazione della scuola è permessa solo ai sacerdoti e nulla può fare Sorella Ann la quale è convinta di avere il dono di scacciare il demonio. L'unica persona a riconoscerle il merito è un professore il quale decide di prenderla sotto la sua ala facendole da mentore. Sorella Ann dovrà fare i conti con una terrificante forza demoniaca che ha a che fare col suo doloroso passato.

## Distribuzione
Il film è stato distribuito nelle sale cinematografiche statunitensi a partire dal 28 ottobre 2022 mentre in quelle italiane a partire dal 24 novembre 2022.

## Curiosità
La battuta ad inizio film, quando la madre chiama Ann, è stata usata nella famosa attrazione turistica di Ischia "Ghost Train", il trenino horror guidato da Antonio Cozzolino, celebre per la sua frase "Okay, possiamo andare".